# William Thornton Blue
William Thornton Blue (* 31. Januar 1902 in Cape Girardeau, Missouri; † 1968) war ein US-amerikanischer Jazz-Musiker (Klarinette, Altsaxophon)
William Thornton Blue, der gelegentlich auch Bill Blue genannt wurde, begann seine Musikerkarriere in lokalen Bands in St. Louis (Missouri), wo sein Vater William Blue als Bandleader in der Musikbranche tätig war. Er spielte dann bei Wilson Robinsons Bostonians, einer Territory Band, und schließlich Mitte der 1920er-Jahre bei Charlie Creath und Dewey Jackson. Am Ende der Dekade arbeitete er in Andrew Preers Cotton Club Orchestra in New York City und tourte dann als Mitglied der Band von Noble Sissle durch Europa. Er blieb dann kurze Zeit in Paris, wo er mit John Ricks arbeitete. Nach seiner Rückkehr nach New York wurde er Mitglied der Missourians, die von Cab Calloway geleitet wurden; anschließend arbeitete er bei Luis Russell. Aus gesundheitlichen Gründen war er Ende der 1930er-Jahre nur selten als Musiker aktiv; später verbrachte er die meiste Zeit seines Lebens im Sanatorium.